# Kaitou Saint Tail
Kaitou Saint Tail (怪盗セイント・テール Kaitō Seinto Tēru?, también conocida como Las aventuras de Saint Tail) es un manga de género shōjo escrito e ilustrado por Megumi Tachikawa. La historia se centra en Meimi Haneoka, una joven de catorce años que lleva una vida común, con la excepción de que por las noches se convierte en la habilidosa ladrona «Saint Tail». Esto lo hace mediante la bendición de Dios, que le permite recuperar objetos robados y devolverlos a sus dueños.
El manga se comenzó a publicar en junio de 1995 en la revista japonesa Nakayoshi de la editorial Kōdansha. Casi dos años después, en abril de 1997, la publicación llegó a su final con el séptimo volumen, recopilando veinticuatro capítulos de en los seis primeros volúmenes y tres capítulos especiales en el séptimo volumen. Paralelamente, el estudio de animación TMS Entertainment produjo una adaptación al anime de la obra. Dirigido por Osamu Nabeshima, este se transmitió en Japón por la cadena televisiva ABC desde el 12 de octubre de 1995 hasta el 12 de septiembre de 1996. También se produjo una animación original de 4:45 minutos de duración, el cual se dibujó en estilo super deformed, a diferencia del resto de la serie.

## Argumento
La historia se centra en Meimi Haneoka, una chica aparentemente normal que estudia en la escuela secundaria católica St. Paulia, pero que en realidad es la famosa ladrona Saint Tail, la cual, a pesar de lo que muchos puedan opinar de ella, se dedica a recuperar objetos robados para devolverlos a sus respectivos dueños.
Su rutina es ir a la escuela, donde no es muy buena en la materia de matemáticas, para posteriormente ir a la capilla y hacer una aparentemente confesión en la misma, donde Seira, una aspirante a monja, siempre le cuenta una historia sobre una persona y el problema que afronta. Es así como en la noche Meimi realiza un truco de magia, se convierte en Saint Tail y sale a cumplir la misión.
Todo cambia cuando Daiki Asuka, más conocido como Asuka Jr., hijo del detective Keiji Asuka, decide intervenir para capturar a Saint Tail y detener sus fechorías. En el primer intento, aparentemente detiene a Saint Tail de robar una joya —aunque en realidad esta solo quería recuperarla de manos de unos ladrones—, cuestión que impresiona a la ciudad y termina haciendo que el alcalde lo nombre encargado oficial de los casos de Saint Tail. Así, la joven protagonista descubre la emoción de tener a alguien que la persiga y empieza a enviar notas indicando cuándo será su próximo robo, siendo tomadas como un desafío por Asuka Jr. Entre ellos empieza a desarrollarse un romance, en el que también interviene la verdadera identidad de Saint Tail, Meimi.

## Personajes
- Meimi Haneoka (羽丘芽美 Haneoka Meimi?, llamada Mimi Cardona en el doblaje hispano) / Saint Tail (セイントテール Seinto Teiru?) es una estudiante de escuela católica. Sus calificaciones son algo bajas, sobre todo en matemáticas, pero es buena en los deportes. Es alegre y amable, aunque suele discutir mucho con su compañero de clases Daiki Asuka Jr. En las noches se convierte en la misteriosa ladrona Saint Tail, la cual con ayuda de su amiga, acepta casos y problemas de personas y en nombre de Dios les ayuda en el problema que enfrentan, la mayor parte de las veces a recuperar algún objeto perdido. Es hija de un mago, de quien aprendió, y se cree que la agilidad física se debe a su madre, quien posteriormente se descubre era la famosa ladrona Lucifer. Por una promesa hecha a su padre, a Meimi se le prohíbe usar magia enfrente de las personas hasta que se vuelva una maga profesional, pero después de ser descubierta por Seira, asume la identidad de Saint Tail. Posteriormente encuentra diversión en su trabajo cuando Asuka Jr. decide perseguirla para capturarla, volviéndose el encargado de los casos relacionados con robos de Saint Tail. Al avanzar la historia, ella se enamora de él y empieza desarrollar una rivalidad con su verdadera identidad sobre quién se quedará con el corazón de Asuka Jr. Su seiyū es Tomo Sakurai.

- Daiki Asuka Jr. (飛鳥大貴 Asuka Daiki?, llamado Daniel Astro en el doblaje hispano) / Asuka Jr. (アスカＪｒ?) asiste a la misma escuela que Meimi. Es un gran alumno, especialmente bueno en matemáticas. Su padre es el jefe de policía, por lo que quizás esa sea influencia suficiente y la razón de que quiera ser un detective. Al inicio de la historia considera a Saint Tail una amenaza y se dispone a capturarla. Como en su primer encuentro obtiene un éxito aparente, el alcalde de la ciudad lo comisiona para que se encargue del caso y es así como Asuka Jr. empieza a crear estrategias para capturar a Saint Tail.  Recibe cartas de desafío de esta, que le indican dónde será el siguiente robo, y conforme avanza la historia empieza a cambiar su objetivo de querer arrestarla a solo querer capturar para conocer su verdadera identidad. Sin darse cuenta se empieza a enamorar de ella y a ayudarla en algunos casos. Después de la misión del «Espejo de Campo Santo», al ver en el reflejo a Meimi, con quien suele discutir, empieza también a fijarse en ella. Su seiyū es Kōsuke Okano.

- Seira Mimori (深森 聖良 Mimori Seira?, llamada Sarah en el doblaje hispano) es la mejor amiga de Meimi y casi siempre es la encargada de darle un trabajo a Saint Tail. Es aprendiz de monja, por lo que en su tiempo libre va a la capilla de la escuela a escuchar las confesiones de las personas y sobre la base de estas plantea los diversos casos a los que se enfrenta Saint Tail. Es calmada y muy dulce, cosa que contrasta muchas de las veces con la personalidad de Meimi, y se preocupa demasiado por las demás personas, a veces olvidándose de sí misma. En el manga se revela que ella siente algo especial por Sawatari Manato, aunque nunca profundizaron ni formalizan una relación. Su seiyū es Kikuko Inoue

- Rina Takamiya (りな 高宮 Takamiya Rina?, llamada Rina Marino en el doblaje hispano) es la sobrina del alcalde. Al llegar a la ciudad y enterarse de la existencia de Saint Tail, aun sabiendo que el caso estaba a cargo de Asuka Jr, asume la tarea de capturarla, declarándose como un tipo de rival y obstáculo para Asuka Jr, el cual no quiere ceder la captura de Saint Tail a nadie. Al inicio de la historia se muestra como una persona antipática, cruel y algo egoísta, pero al final termina enamorándose de Asuka Jr. y así volviéndose rival en el amor de Meimi/Saint Tail, comenzando a tener un desprecio por esta. También tiene sospechas sobre que Meimi sea Saint Tail, las cuales desaparecen después de que Saint Tail le juega una broma haciéndole creer que es hombre. Al final, cuando Asuka Jr. se declara a Meimi y estos dos empiezan a salir, se rinde sobre el amor que siente a Asuka Jr. y termina aceptando la relación entre ellos dos. Incluso se muestra que es una persona de noble corazón, ya que cuando Meimi llora por la desaparición de Asuka Jr., la consuela. Su seiyū es Yūko Nagashima.

- Manato Sawatari (さわとり まなと Sawatori Manato?, llamado Rafael Santi en el doblaje hispano) es compañero de clases de Meimi y Asuka Jr. Su primera aparición se produce cuando Saint Tail debe recuperar un rollo de fotografía que él no posee. Se muestra que es una persona con doble personalidad, una que enseña a la gente y otra, un tanto gruñona. Aparentemente siente un desprecio particular por Asuka Jr., porque piensa que llama demasiado la atención. Es alegre y a veces un tanto ridículo. Obsesionado con tomar fotografías de todo tipo y poder crear un artículo exitoso, su sueño es ser periodista. Durante el caso del Espejo de Campo Santo, se enamora de Meimi y en capítulos posteriores muestra una especial obsesión por ella. También empieza a mostrar un cariño especial por Seira, y en un capítulo especial del manga se puede notar que está enamorado de esta, aunque en realidad nunca profundiza esa relación ni se formaliza, debido a la condición de Seira. Su seiyū es Toshiyuki Morikawa.

## Contenido de la obra

### Manga
Escrito y dibujado por Megumi Tachikawa, se publicó entre junio de 1995 y abril de 1997 en la revista mensual japonesa shojo Nakayoshi de la editorial Kōdansha. El manga se compone de 24 capítulos en seis volúmenes y un tomo extra con tres capítulos de historias alternas que no se habían incluido en volúmenes anteriores. El manga se editó en inglés por la editorial Tokyopop de abril de 2001 a diciembre de 2002. A diferencia del anime, el manga no fue traducido al español por ninguna editorial.

### Anime
Paralelamente a la publicación de la serie de manga, Kaitou Saint Tail fue adaptado a un anime por estudio de animación japonés TMS Entertainment. Con la dirección de Osamu Nabeshima, este contó con cuarenta y tres episodios. Se adaptó la mayor parte de los capítulos del manga, a excepción de aquellos incluidos en el séptimo volumen, el cual es una serie de capítulos especiales para llenar huecos en la historia y no tiene mayor influencia.
El doblaje en español se realizó en Los Ángeles por el estudio VDI - Point.360. Durante el proceso, Roberto Colucci ejerció como el director de los primeros diez episodios, pero como murió en el proceso, Víctor Mares Jr. lo sucedió hasta el trigésimo octavo episodio, cuando Carlos Carrillo tomó el puesto para dirigir un único episodio —el trigésimo noveno—, misma acción que hizo Erika Araujo en el cuadragésimo. Todos los directores, salvo Colucci, también fungieron como actores de voz.
En México se transmitió por la cadena de televisión TV Azteca desde el 20 de noviembre de 2000 hasta enero de 2001, con los tres capítulos finales sin emitir. Tampoco los pasaron en retransmisiones que hubo hasta agosto de ese año. Se especuló que solo habían doblado al español cuarenta episodios, teoría que se probó falsa una vez se subió el anime a la plataforma Amazon Prime Video y al canal oficial de Youtube de TMS Entertainment, con todos los capítulos doblados.

### Banda sonora
La banda sonora de Kaitou Saint Tail fue compuesta por Hayato Matsuo. El primer álbum, Kaitou Saint Tail Original Soundtrack (怪盗セイント・テール オリジナル・サウンドトラック?), fue lanzado el 25 de noviembre de 1995 y contiene veintiocho pistas. El segundo álbum, Kaitou Saint Tail Original Soundtrack 2 (怪盗セイント・テ-ル オリジナル・サウンドトラック2?), fue lanzado el 26 de junio de 1996 y contiene un total de veintidós pistas. Adicionalmente, existen tres álbumes compilatorios: Kaitou Saint Tail Best of Best (怪盗セイント・テールBEST OF BEST?), el cual incluye una selección de los temas de apertura y cierre, canciones de imagen así como algunas pistas instrumentales utilizadas en la serie; Kaitou Saint Tail Best Songs (怪盗セイント・テールBEST SONGS?), el cual está compuesto por tres canciones utilizadas como temas de entrada y salida y su contraparte instrumental; y Kaitou Saint Tail allstar Song Collection (怪盗セイントテール オ-ルスタ-ソングコレクション?), álbum que recopila diez canciones de imagen cantadas por los seiyū de los personajes principales.
Además, tiene como temas de apertura «Toki wo Koete» (時を越えて?) de Yasuko Matsuyuki y «Ashita e to Kakedashite Yukō» (明日へと駆け出してゆこう?) de Seiko Matsuda. Como temas de cierre tiene a «Junshin» (純心?) y «Up Side Down－永遠の環－» ( Up Side Down－Eien no Wa?), ambos interpretados por Shōko Inoue, además de «Yume Miru Melody» (夢見るメロディ?) de Miyuki Kajitani, que es el último.

### Videojuegos
Al igual que otras series de la época, se crearon varios videojuegos de Kaitou Saint Tail para diferentes consolas. Los juegos se desarrollan en el universo ficticio de la obra y se basan principalmente en su mismo argumento, siguiendo a Meimi Haneoka en su tarea de robar los objetos que les han sido quitados a las personas para devolverlos. El primero de ellos fue para la consola portátil Game Gear de Sega, se lanzó el 29 de marzo de 1996 y lo desarrolló la empresa Minato Giken. El siguiente fue lanzado para la consola Sega Saturn el 25 de julio de 1997 y fue desarrollado por la empresa Tomy Corporation.